# Titularbistum Daimlaig
Daimlaig (altirisch  [davʲl̪igʲ], neu-irisch Damhliag, englisch Duleek, lateinisch  Dioecesis Davligensis) ist ein Titularbistum der römisch-katholischen Kirche.
Es geht zurück auf einen untergegangenen Bischofssitz in Duleek, der in der irischen Provinz Leinster im östlichen Irland lag. Der Bischofssitz war der Kirchenprovinz Armagh zugeordnet.
| Titularbischöfe von Daimlaig |                         |                                     |                  |                  |
| Nr.                          | Name                    | Amt                                 | von              | bis              |
| 1                            | Francis Thomas Hurley   | Weihbischof in Juneau (USA)         | 4. Februar 1970  | 20. Juli 1971    |
| 2                            | Lawrence Joseph Riley   | Weihbischof in Boston (USA)         | 7. Dezember 1971 | 2. Dezember 2001 |
| 3                            | Rutilio Del Riego Jáñez | Weihbischof in San Bernardino (USA) | 26. Juli 2005    |                  |